# Championnat d'Ukraine de football de deuxième division 2021-2022
 (décembre 2023).
Si vous disposez d'ouvrages ou d'articles de référence ou si vous connaissez des sites web de qualité traitant du thème abordé ici, merci de compléter l'article en donnant les références utiles à sa vérifiabilité et en les liant à la section « Notes et références ».
Navigation
Édition précédente Édition suivante
La saison 2021-2022 de Percha Liha est la trente-et-unième édition de la deuxième division ukrainienne. Elle prend place entre le 24 juillet 2021 et le 21 mai 2022.
Pour cette édition, seize clubs du pays sont regroupés au sein d'une poule unique où ils s'affrontent à deux reprises, à domicile et à l'extérieur, pour un total de 240 matchs, soit trente chacun.
En fin de saison, les deux premiers au classement sont directement promus en première division tandis que les deux suivants au classement prennent part aux barrages de promotion contre deux autres équipes de la première division. À l'autre bout du classement, les quatre derniers sont directement relégués en troisième division tandis que le douzième du championnat prend part à un barrage de relégation contre une équipe du troisième échelon.
La compétition est suspendue peu avant la fin de la trêve hivernale par le déclenchement de l'invasion de l'Ukraine par la Russie en février 2022 avant d'être définitivement arrêtée par la suite. La Ligue de football professionnel (en) annonce malgré tout le maintien des promotions directes sur la base du classement au moment de l'arrêt, ce qui amène aux montées du Metalist Kharkiv et du Kryvbass Kryvy Rih. Les différents matchs de barrages ainsi que les relégations sont quant à eux annulées.

## Clubs participants
Légende des couleurs
- Relégué de première division
- Promu de troisième division

| Club                              | Présent depuis | Classement 2020-2021 | Stade                    | Capacité théorique |
| --------------------------------- | -------------- | -------------------- | ------------------------ | ------------------ |
| Olimpik Donetsk                   | 2021           | 13 (D1)              | Stade Bannikov (Kiev)    | 1 678              |
| Ahrobiznes Volotchysk             | 2018           | 5                    | Stade Younist            | 2 700              |
| Alians Lypova Dolyna (en)         | 2020           | 6                    | Stade Ioubileïny (Soumy) | 25 830             |
| Volyn Loutsk                      | 2017           | 7                    | Stade Avanhard           | 12 080             |
| Obolon Kiev                       | 2015           | 8                    | Obolon Arena             | 5 100              |
| Hirnyk-Sport Horichni Plavni      | 2014           | 9                    | Stade Younist            | 2 500              |
| VPK-Ahro Chevtchenkivka (en)      | 2020           | 10                   | Stade Meteor (Dnipro)    | 24 381             |
| Polissia Jytomyr                  | 2020           | 11                   | Stade central            | 5 928              |
| FK Kramatorsk                     | 2015           | 12                   | Stade Prapor             | 6 000              |
| Nyva Ternopil                     | 2020           | 13                   | Stade municipal          | 15 150             |
| Prykarpattia Ivano-Frankivsk (en) | 2018           | 14                   | MCS Rukh                 | 15 000             |
| Kremin Krementchouk               | 2019           | 15                   | Stade Kremin             | 1 500              |
| Podillya Khmelnytskyï (en)        | 2021           | 1 (D3, groupe A)     | Stade Podillya           | 6 800              |
| Metalist Kharkiv                  | 2021           | 1 (D3, groupe B)     | Stade Metalist           | 40 003             |
| FK Oujhorod (en)                  | 2021           | 2 (D3, groupe A)     | Stade Avanhard           | 12 000             |
| Kryvbass Kryvy Rih                | 2021           | 2 (D3, groupe B)     | Stade Hirnyk             | 2 500              |

## Compétition

### Critères de départage
Les équipes sont classées en premier lieu selon leur nombre de points. Ceux se répartissent sur la base de trois points pour une victoire, un pour un match nul et zéro pour une défaite.
Pour départager les équipes à égalité de points, les critères suivants sont utilisés :
1. Résultats lors des confrontations directes (dans l'ordre : points obtenus, différence de buts puis buts marqués) ;
2. Différence de buts générale ;
3. Buts marqués.

### Classement
| Rang | Équipe                            | Pts | J  | G  | N | P  | Bp | Bc | Diff |
| ---- | --------------------------------- | --- | -- | -- | - | -- | -- | -- | ---- |
| 1    | Metalist Kharkiv P                | 53  | 20 | 17 | 2 | 1  | 52 | 9  | +43  |
| 2    | Kryvbass Kryvy Rih P              | 42  | 20 | 12 | 6 | 2  | 38 | 17 | +21  |
| 3    | Alians Lypova Dolyna (en)         | 33  | 19 | 10 | 3 | 6  | 33 | 24 | +9   |
| 4    | Obolon Kiev                       | 33  | 19 | 10 | 3 | 6  | 24 | 16 | +8   |
| 5    | Nyva Ternopil                     | 29  | 20 | 8  | 5 | 7  | 22 | 22 | 0    |
| 6    | Hirnyk-Sport Horichni Plavni      | 29  | 20 | 8  | 5 | 7  | 15 | 17 | -2   |
| 7    | Prykarpattia Ivano-Frankivsk (en) | 28  | 20 | 8  | 4 | 8  | 27 | 26 | +1   |
| 8    | Podillya Khmelnytskyï (en) P      | 26  | 20 | 7  | 5 | 8  | 19 | 18 | +1   |
| 9    | Polissia Jytomyr                  | 25  | 18 | 7  | 4 | 7  | 21 | 17 | +4   |
| 10   | Volyn Loutsk                      | 25  | 19 | 6  | 7 | 6  | 17 | 20 | -3   |
| 11   | Olimpik Donetsk R                 | 23  | 19 | 7  | 2 | 10 | 19 | 23 | -4   |
| 12   | FK Kramatorsk                     | 22  | 18 | 7  | 1 | 10 | 16 | 24 | -8   |
| 13   | Ahrobiznes Volotchysk             | 21  | 20 | 4  | 9 | 7  | 16 | 23 | -7   |
| 14   | VPK-Ahro Chevtchenkivka (en)      | 18  | 20 | 5  | 3 | 13 | 16 | 28 | -12  |
| 15   | FK Oujhorod (en) P                | 16  | 20 | 4  | 4 | 12 | 16 | 40 | -24  |
| 16   | Kremin Krementchouk               | 13  | 20 | 4  | 1 | 15 | 16 | 43 | -27  |

- 1er et 2e : Promotion en première division

Abréviations
- R : Relégué de première division